# 2-я Самаринская улица
Втора́я Сама́ринская у́лица (была упразднена с 1972 года до 1990-х годов) — улица, расположенная в Южном административном округе города Москвы на территории Даниловского района.

## История
1-я и 2-я Самаринские улицы известны как минимум с 1902 года, вероятно, названы по домовладельцу (на ближнем кладбище Данилова монастыря похоронены общественные деятели Дмитрий Федорович и Юрий Федорович Самарины). 2-я Самаринская улица была упразднена в 1972 году, а 16 декабря 1985 года 1-я Самаринская улица была переименована в Самаринскую. В 1990-х годах 2-я Самаринская улица была восстановлена, однако Самаринской улице первоначальное название возвращено не было.

## Расположение
2-я Самаринская улица проходит от Самаринской улицы на юг до улицы Серпуховский Вал. Между Самаринской, 2-й Самаринской и Мытной улицами и улицей Серпуховский Вал находится Даниловский рынок.

## Примечательные здания и сооружения
По нечётной стороне:
По чётной стороне:

## Транспорт

### Наземный транспорт
По 2-й Самаринской улице не проходят маршруты наземного общественного транспорта. У южного конца улицы, на улице Серпуховский Вал, расположена остановка «Даниловский рынок» трамваев 38, 39, 47, автобуса с799.

### Метро
- Станция метро «Тульская» Серпуховско-Тимирязевской линии — юго-восточнее улицы, между Большой Тульской улицей и Большим Староданиловским, Холодильным и 1-м Тульским переулками